# Kim Young-sam
Kim Young-sam (kor. 김영삼, ur. 20 grudnia 1927 w Geoje, zm. 22 listopada 2015 w Seulu) – południowokoreański polityk. Od 1952 sekretarz premiera Changu, od 1953 dziewięciokrotnie deputowany z ramienia Partii Liberalnej (DLP). W 1954, na znak protestu przeciwko dyktatorowi Syngmanowi Rhee, wystąpił z partii. W latach 1973–1976 i 1979 przewodniczący Nowej Partii Zjednoczenia i Demokracji (PRD). W czasie prezydentury Chun Doo-hwana pozbawiony prawa działalności politycznej. Od 1985, wspólnie z Kim Dae-jungiem w ruchu na rzecz demokratyzacji kraju. W wyborach prezydenckich w grudniu 1987 przegrał z Roh Tae-woo. W 1990 wprowadził PRD do obozu rządowego i połączył z demokratyczną Partią Liberalną. Od sierpnia 1992 na czele DLP, od 1993 do 1998 prezydent (pierwszy od 30 lat cywilny prezydent Korei Południowej). Ogłosił amnestię dla 41 tys. więźniów, w tym działaczy opozycji demokratycznej. Odszedł ze stanowiska prezydenta po wybuchu skandalu korupcyjnego w łonie jego partii, zwłaszcza że do władzy doszedł pod hasłami zdecydowanej walki z tą patologią.
Odznaczony m.in. Krzyżem Wielkim Orderu Zasługi Rzeczypospolitej Polskiej (1994).